# Arian Tsiutryn
Arian Tsiutryn (en bielorruso: Арыян Цютрын, en ruso: Арыйан Тютрин; Yakutsk, Rusia, 23 de noviembre de 1994) es un deportista bielorruso de origen yakuto que compite en lucha libre.
Ganó una medalla de bronce en el Campeonato Mundial de Lucha de 2021 y una medalla de bronce en el Campeonato Europeo de Lucha de 2025, ambas en la categoría de 57 kg.

## Palmarés internacional
| Campeonato Mundial | Campeonato Mundial      | Campeonato Mundial | Campeonato Mundial |
| Año                | Lugar                   | Medalla            | Categoría          |
| ------------------ | ----------------------- | ------------------ | ------------------ |
| 2021               | Oslo (Noruega)          | Medalla de bronce  | 57 kg              |
| Campeonato Europeo |                         |                    |                    |
| Año                | Lugar                   | Medalla            | Categoría          |
| 2025               | Bratislava (Eslovaquia) | Medalla de bronce  | 57 kg              |